# David Kennedy (pilote automobile)
Pour les articles homonymes, voir David Kennedy (homonymie) et Kennedy.
Pas d'image ? Cliquez ici
David Kennedy, né le 15 janvier 1953, à Sligo en Irlande, est un pilote automobile irlandais. Il a disputé plusieurs manches du Championnat du monde des voitures de sport au sein de l'écurie japonaise Mazdaspeed Co. Ltd..

## Palmarès

### 24 Heures du Mans
| Année | Écurie              | Coéquipiers                           | Voiture    | Classe | Tours | Pos. | Class Pos. |
| ----- | ------------------- | ------------------------------------- | ---------- | ------ | ----- | ---- | ---------- |
| 1983  | Peer Racing         | François Migault Martin Birrane (en)  | Ford C100  | C      | 16    | Abd. | Abd.       |
| 1984  | Mazdaspeed Co. Ltd. | Jean-Michel Martin Philippe Martin    | Mazda 727C | C2     | 290   | 15e  | 4e         |
| 1985  | Mazdaspeed Co. Ltd. | Jean-Michel Martin Philippe Martin    | Mazda 737C | C2     | 282   | 19e  | 3e         |
| 1986  | Mazdaspeed Co. Ltd. | Pierre Dieudonné Mark Galvin (en)     | Mazda 757  | GTP    | 137   | Abd. | Abd.       |
| 1987  | Mazdaspeed Co. Ltd. | Mark Galvin (en) Pierre Dieudonné     | Mazda 757  | GTP    | 318   | 7e   | 1re        |
| 1988  | Mazdaspeed Co. Ltd. | Yojiro Terada Pierre Dieudonné        | Mazda 757  | GTP    | 337   | 15e  | 1re        |
| 1989  | Mazdaspeed Co. Ltd. | Pierre Dieudonné Chris Hodgetts       | Mazda 767B | GTP    | 368   | 7e   | 1re        |
| 1990  | Mazdaspeed Co. Ltd. | Stefan Johansson Pierre Dieudonné     | Mazda 787  | GTP    | 147   | Abd. | Abd.       |
| 1991  | Mazdaspeed Co. Ltd. | Stefan Johansson Maurizio Sandro Sala | Mazda 787B | C2     | 355   | 6e   | 6e         |

### Championnat du monde des voitures de sport
| Année | Écurie                                     | Châssis              | Classe | 1     | 2      | 3        | 4        | 5      | 6      | 7     | 8        | 9        | 10     | 11  | Position | Points |
| ----- | ------------------------------------------ | -------------------- | ------ | ----- | ------ | -------- | -------- | ------ | ------ | ----- | -------- | -------- | ------ | --- | -------- | ------ |
| 1983  | Peer Racing                                | Ford C100            | C      | MON   | SYL    | NÜR      | LMS Abd. | SPA    | FUJ    | KYA   |          |          |        |     |          | 0      |
| 1984  | Mazdaspeed Co. Ltd.                        | Mazda 727C           | C2     | MON   | SYL    | LMS 15   | NÜR      | MOS    | SPA    | IMO   | FUJ 21   | KYA      | SAN    |     |          | 0      |
| 1985  | Mazdaspeed Co. Ltd.                        | Mazda 727C           | C2     | MUG   | MON    | SIL 16   | LMS 19   | HOC    | MOS    | SPA   | BHC      | FUJ Abd. | SEL    |     |          | 0      |
| 1986  | Mazdaspeed Co. Ltd. Martin Schanche Racing | Mazda 757 Argo JM19  | GTP C2 | MON   | SIL 19 | LMS Abd. | NOR      | BHC    | JER    | NÜR   | SPA Abd. | FUJ 15   |        |     |          | 0      |
| 1987  | Mazdaspeed Co. Ltd.                        | Mazda 757            | GTP    | JAR   | JER    | MON      | SIL      | LMS 7  | NOR    | BHC   | NÜR      | SPA      | FUJ 7  |     | 37e      | 8      |
| 1988  | Mazdaspeed Co. Ltd.                        | Mazda 757 Mazda 767  | GTP    | JER   | JAR    | MON      | SIL 9    | LMS 15 | BRN    | BHC   | NÜR      | SPA      | FUJ 14 | SAN | 82e      | 4      |
| 1989  | Mazdaspeed Co. Ltd.                        | Mazda 767B           | GTP    | SUZ   | DIJ 10 | JAR      | BHC 13   | NÜR 13 | DON NC | SPA 9 | MEX 13   |          |        |     | 46e      | 3      |
| 1991  | Mazdaspeed Co. Ltd.                        | Mazda 787B Mazda 787 | C2     | SUZ 6 | MON    | SIL 11   | LMS 6    | NUR 6  | MAG    | MEX   | AUT 10   |          |        |     | 19e      | 16     |